# Ben Klassen
Bernhardt (či Bernhard) „Ben“ Klassen (20. února 1918 Moločna, Ukrajinská národní republika – 6. srpna 1993 Otto, Severní Karolína) byl americký bílý nacionalista s vírou v nadřazenost bílé rasy. Byl to politik, realitní investor, vědec, vynálezce a ateistický náboženský vůdce církve Church of the Creator (Církev stvořitele), kterou založil díky publikování své knihy Nature's Eternal Religion (Přírodní věčné náboženství).
Klassen byl republikánský poslanec na Floridě. Podporoval George Wallaceho v prezidentské kampani. Kromě jeho náboženské a politické práce byl Klassen elektrotechnik a vynalezl nástěnný elektrický otvírák.